# Prasinocyma bicolora
Prasinocyma bicolora là một loài bướm đêm trong họ Geometridae.